# Kup Hrvatske u odbojci
Kup Hrvatske u odbojci je kup natjecanje u odbojci u Hrvatskoj. Prvotno ga je organizirao Hrvatski odbojkaški savez, a nakon stečaja saveza ga organizira Hrvatska odbojkaška udruga. Utemeljen je 1992. godine. 
 
Od sezone 2022./03. kup nosi naziv Hrvatski odbojkaški kup Vinka Dobrića, po Vinku Dobriću, jednom od najvećih hrvatskih odbojkaša, odbojkaškog trenera i dužnosnika, preminulog u veljači 2022.

## Pobjednici i finalisti
| Sezona    | Osvajač                                | Finalist                               |
| --------- | -------------------------------------- | -------------------------------------- |
| 2024./25. | Mursa-Osijek                           | Mladost Zagreb                         |
| 2023./24. | Mladost Zagreb                         | Mursa-Osijek                           |
| 2022./23. | Mursa-Osijek                           | Mladost Zagreb                         |
| 2021./22. | Mladost Zagreb                         | Mursa-Osijek                           |
| 2020./21. | Mursa-Osijek                           | Ribola Kaštela (Kaštel Lukšić)         |
| 2019./20. | Mladost Zagreb                         | Mursa-Osijek                           |
| 2018./19. | Mladost Zagreb                         | Mladost Marina Kaštela (Kaštel Lukšić) |
| 2017./18. | Mladost Marina Kaštela (Kaštel Lukšić) | Rijeka                                 |
| 2016.     | Mladost Proenergy Zagreb               | Mladost Marina Kaštela (Kaštel Lukšić) |
| 2015.     | Mladost Zagreb                         | Mladost Ribola Kaštela (Kaštel Lukšić) |
| 2014.     | Mladost Zagreb                         | Mladost Marina Kaštela (Kaštel Lukšić) |
| 2013.     | Mladost Zagreb                         | Rijeka                                 |
| 2012.     | Rovinj                                 | Mladost Marina Kaštela (Kaštel Lukšić) |
| 2011.     | Mursa Osijek                           | Mladost Marina Kaštela (Kaštel Lukšić) |
| 2010.     | Mladost Marina Kaštela (Kaštel Lukšić  | Mladost Zagreb                         |
| 2009.     | Mladost Zagreb                         | Varaždin                               |
| 2008.     | Mladost Zagreb                         | Karlovac                               |
| 2007.     | Varaždin                               | Zagreb                                 |
| 2006.     | Mladost Zagreb                         | Varaždin                               |
| 2005.     | Mladost Zagreb                         | Karlovac                               |
| 2004.     | Mladost Zagreb                         | Rijeka                                 |
| 2003.     | Mladost Zagreb                         | Varaždin                               |
| 2002.     | Mladost Zagreb                         | Osijek                                 |
| 2001.     | Mladost Zagreb                         | Karlovac                               |
| 2000.     | Mladost Zagreb                         | Elektromagic Kaštel Lukšić             |
| 1999.     | Mladost Kaštel Lukšić                  | Rijeka                                 |
| 1998.     | Mladost Zagreb                         | Pauk Domaljevac                        |
| 1997.     | Mladost Zagreb                         | Akademičar Zagreb                      |
| 1996.     | Mladost Zagreb                         | Akademičar Zagreb                      |
| 1995.     | Mladost Zagreb                         | Željezničar Osijek                     |
| 1994.     | Mladost Zagreb                         | Varaždin                               |
| 1993.     | Mladost Zagreb                         | Metalac-OLT Osijek                     |

## Vječna ljestvica
zaključno sa sezonom 2024./25. 
| Klub            | Sjedište      | Osvajač | Finalist | Ostali nazivi; Napomene |
| --------------- | ------------- | ------- | -------- | ----------------------- |
| Mladost ZG      | Zagreb        | 23      | 3        |                         |
| Mursa – Osijek  | Osijek        | 4       | 3        |                         |
| Mladost KL      | Kaštel Lukšić | 3       | 8        |                         |
| Varaždin        | Varaždin      | 1       | 4        |                         |
| Rovinj          | Rovinj        | 1       | 0        |                         |
| Rijeka          | Rijeka        | 0       | 4        |                         |
| Karlovac        | Karlovac      | 0       | 3        |                         |
| Akademičar      | Zagreb        | 0       | 2        |                         |
| Željezničar     | Osijek        | 0       | 1        |                         |
| Metalac – OLT   | Osijek        | 0       | 1        |                         |
| Osijek          | Osijek        | 0       | 1        |                         |
| Pauk Domaljevac | Domaljevac    | 0       | 1        |                         |
| Zagreb          | Zagreb        | 0       | 1        |                         |

## Vanjske poveznice
- Hrvatski odbojkaški savez  Arhivirana inačica izvorne stranice od 21. lipnja 2008. (Wayback Machine)
- Hrvatski odbojkaški portal  Arhivirana inačica izvorne stranice od 21. srpnja 2019. (Wayback Machine)
- Hrvatska A-1 liga  Arhivirana inačica izvorne stranice od 1. svibnja 2009. (Wayback Machine)
- Hrvatska odbojkaška udruga, arhiva natjecanja